# Dysjön (Dalby socken, Värmland)
Dysjön är en sjö i Torsby kommun i Värmland och ingår i Göta älvs huvudavrinningsområde. Sjön är 4,5 meter djup, har en yta på 0,213 kvadratkilometer och är belägen 345 meter över havet.

## Delavrinningsområde
Dysjön ingår i det delavrinningsområde (671805-135647) som SMHI kallar för Ovan Tällån. Medelhöjden är 346 meter över havet och ytan är 24,17 kvadratkilometer. Räknas de 9 avrinningsområdena uppströms in blir den ackumulerade arean 246,09 kvadratkilometer. Fämtan som avvattnar avrinningsområdet har biflödesordning 2, vilket innebär att vattnet flödar genom totalt 2 vattendrag innan det når havet efter 427 kilometer. Avrinningsområdet består mestadels av skog (70 procent) och sankmarker (26 procent). Avrinningsområdet har 0,21 kvadratkilometer vattenytor vilket ger det en sjöprocent på 0,9 procent.